# Mayer Amschel Rothschild

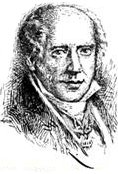
Mayer Amschel Rothschild

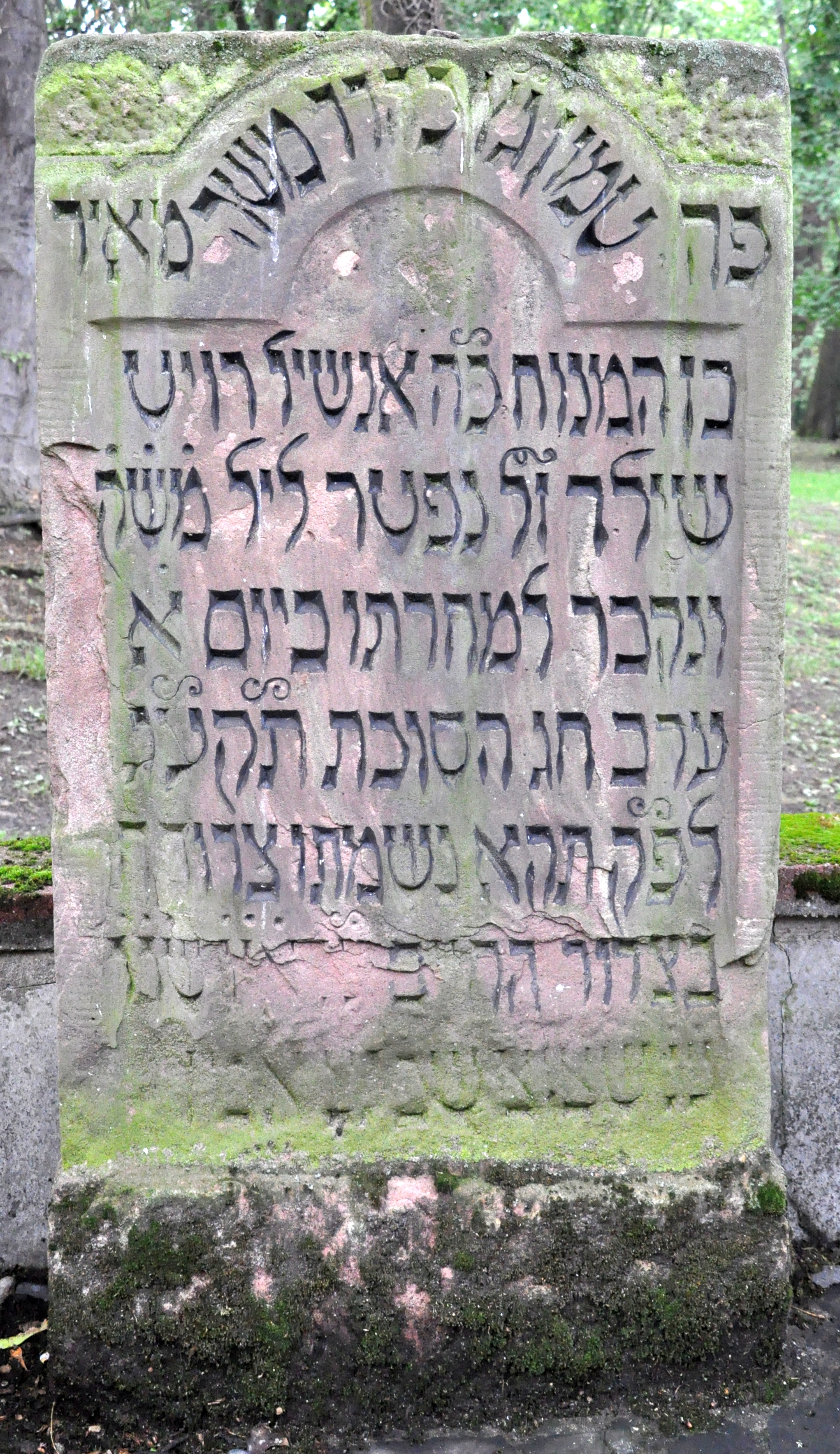
Grafsteen van Mayer Amschel Rothschild in Frankfurt

Mayer Amschel Rothschild, oorspronkelijk Mayer Amschel Bauer (Frankfurt am Main, 23 februari 1744 — aldaar, 19 september 1812) was een Joods-Duitse bankier en stamvader van het huis Rothschild.

## Levensloop
Rothschild, een Asjkenazische Jood, werd geboren als zoon van Moses Amschel Rothschild, een goudsmid in het bezit van een pandjeshuis. De naam Rothschild is ontleend aan het rode schild boven de deur van het gebouw dat ze in de Jodenstraat betrokken.
Rothschild werkte aanvankelijk voor een bank van de Oppenheimers in Hamburg. Daar werden zijn capaciteiten al gauw ontdekt en hij werd aan Generaal von Estorff voorgesteld. Toen zijn vader overleed, verliet hij de bank en nam hij de zaak van zijn vader over.
Generaal von Estorff werkte voor Willem I van Hessen-Kassel, een van de rijkste koninklijke families in het Europa van die dagen, die zijn leger als huurleger ter beschikking stelde van andere staten. Rothschild werd voorgesteld aan prins Wilhelm I, via wie hij al gauw ook bij de Europese adel werd geïntroduceerd.
Rothschild huwde Gutle Schnapper en kreeg vijf dochters en vijf zonen. Die laatsten werden allen vertrouwd gemaakt met het bankwezen en Rothschild stuurde zijn zonen naderhand naar zijn filialen.
De vijf zonen van Mayer en hun standplaats:
- Amschel Mayer Rothschild (1773-1855) – Frankfurt am Main
- Salomon Mayer Rothschild (1774-1855) - Wenen
- Nathan Mayer Rothschild (1777-1836) - Londen
- Calmann Mayer Rothschild (1788-1855) - Napels
- Jakob Mayer Rothschild (1792-1868) - Parijs

Mayers dochters trouwden allemaal met bankiers.